# フェランドレン
フェランドレン (phellandrene) は有機化合物の一種で、二重結合の位置が異なる性質のよく似た異性体、α-フェランドレンとβ-フェランドレンがある。IUPAC名は p-メンタ-1,5-ジエン p-mentha-1,5-diene。室温ではうすい黄色の液体で、環状モノテルペンに分類される。α-フェランドレンの二つの二重結合はともに環内にある (endocyclic) が、β-フェランドレンでは一つが環外にある (exocyclic)。フェランドレンは水に不溶だがエーテルなどの有機溶媒とは自由に混和する。消防法による第4類危険物 第2石油類に該当する。
名称の由来はユーカリの一種ナローリーブドペパーミント (Eucalyptus radiata) の古い学名 Eucalyptus phellandra である。α-フェランドレンはその植物のほか、ブロードリーブドペパーミント (Eucalyptus dives) の精油にも含まれる。β-フェランドレンはフェンネルやカナダバルサムから単離されている。
快い芳香を持つことから香料として使われる。β-フェランドレンのにおいはペパーミント様で、わずかに柑橘系の香りを帯びるとされる。